# Corrupção na Etiópia
Há diversos setores na Etiópia em que os negócios são particularmente vulneráveis à corrupção. A distribuição de terras e a administração constituem um setor em que a corrupção é institucionalizada, e pagamentos de facilitação, bem como subornos, são frequentemente exigidos de empresas quando estas lidam com questões relacionadas à terra.
A corrupção também ocorre quando empresas obtêm permissões e licenças devido à burocracia complicada. A contratação pública também é seriamente prejudicada pela corrupção, e diferentes tipos de irregularidades existem, como processos de licitação não transparentes e a concessão de contratos a pessoas com ligações próximas ao governo e ao partido no poder.
No Índice de Percepção da Corrupção de 2024 da Transparência Internacional, a Etiópia obteve uma pontuação de 37 em uma escala de 0 ("altamente corrupto") a 100 ("muito íntegro"). Quando classificada por pontuação, a Etiópia ficou na 99ª posição entre os 180 países do índice, onde o país classificado em primeiro lugar é percebido como tendo o setor público mais honesto. Para comparação com as pontuações regionais, a pontuação média entre os países da África Subsaariana  foi 33. A pontuação mais alta na África Subsaariana foi 72 e a mais baixa foi 8. Para comparação com as pontuações mundiais, a melhor foi 90 (1º lugar), a média foi 43, e a pior foi 8 (180º lugar).